# Evelina Raselli
Evelina Raselli (* 3. Mai 1992 in Poschiavo) ist eine Schweizer Eishockeyspielerin, die seit September 2021 bei den Boston Pride aus der Premier Hockey Federation unter Vertrag steht.

## Leben und Karriere
Evelina Raselli wuchs in Le Prese 50 Meter von der örtlichen Eisbahn auf, wo sie, beeinflusst durch ihre beiden Brüder, schon früh in der Knabenmannschaft von Poschiavo das Eishockeyspiel lernte. Um ihr Talent besser zu fördern, spielte sie nach Zwischenstationen bei den Juniorinnen von Celerina und den Junioren des EHC St. Moritz ab 2008 beim HC Lugano. Beim Wechsel zum Tessiner Traditionsverein kam ihr der Kontakt zur St. Moritzerin und ehemaligen HC Lugano-Spielerin Anita Crameri – Gattin von Gian-Marco Crameri sowie Schwester von Claudio Micheli – zugute.
Während ihrer dreijährigen Ausbildung an der Handelsmittelschule in Samedan fuhr Raselli jeweils am Freitagabend für das Wochenende nach Lugano, wo sie nach Abschluss ihrer Weiterbildung wohnte und mit einer 80-Prozent-Anstellung in einem Treuhandbüro arbeitete. Die restlichen 20 Prozent benötigte sie für Nationalmannschafts-Zusammenzüge. Mit dem HC Lugano errang Evelina Raselli mehrere Meister- und Vizemeistertitel.
Seit 2011 gehört sie zudem zum Stamm des Schweizer Nationalteams. 2012 vertrat sie die Schweiz bei der Weltmeisterschaft in Burlington, wo sie den dritten Platz erreichte und im Spiel um den dritten Platz gegen Finnland das letzte Tor zum 6:2-Sieg für die Schweiz erzielte. Auch 2011, 2013, 2015, 2016, 2017 und 2019 nahm sie für die Schweiz an der Weltmeisterschaft teil. 2014 errang Raselli an den Olympischen Winterspielen in Sotschi die Bronzemedaille.
Im September 2021 wurde Raselli von den Boston Pride aus der Premier Hockey Federation verpflichtet und war damit die erste Schweizerin in dieser Liga. Im März 2022 gewann sie mit den Pride den Isobel Cup.

## Erfolge und Auszeichnungen

### National
- 2009 Schweizer Meister mit dem HC Lugano
- 2010 Schweizer Meister mit dem HC Lugano
- 2014 Schweizer Meister mit dem HC Lugano
- 2014 Nomination zur Wahl des Bündner Sportlers des Jahres[4]
- 2015 Schweizer Meister mit dem HC Lugano
- 2021 Schweizer Meister mit dem HC Lugano
- 2021 Nomination zur Wahl des Bündner Sportlers des Jahres[5]
- 2022 Isobel Cup mit den Boston Pride

### International
- 2012 Bronzemedaille bei der Weltmeisterschaft
- 2014 Bronzemedaille bei den Olympischen Winterspielen